# Panabas
A Panabas é uma grande espada de lâmina curva usada por certos grupos étnicos da Ilha de Mindanao, no sul das Filipinas. Com uma empunhadura longa (31 a 43 cm), sem guarda, sua lâmina pode variar em tamanho de 2 a 4 pés e pode ser mantida com uma ou ambas as mãos, fornecendo um corte profundo, como um talho de carne. No seu apogeu, foi usado como arma de combate, como ferramenta de execução e como exibição de poder. Também há registros de uso ocasional como ferramenta agrícola e de massagem.
O nome da espada é um encurtamento da palavra "pang-tabas", que significa "ferramenta de corte". Como tal, suas origens etimológicas são a palavra-chave "taba" ("para cortar") e o prefixo "pang" ("usado para").

## Na Cultura Popular
- No Episódio 5 da Temporada 4 do programa Desafio Sob Fogo, do History Channel, os participantes são desafiados à fundir uma Panabas.[4]
- A Panabas é uma das muitas armas de ponta retratadas na placa "Weapons of Moroland", que se tornou um item de lembrança comum e ícone de cultura pop nas Filipinas.